# Fornicia prominentis
Fornicia prominentis är en stekelart som beskrevs av Chen och He 1994. Fornicia prominentis ingår i släktet Fornicia och familjen bracksteklar. Inga underarter finns listade i Catalogue of Life.